# Juxtephria consentaria
Juxtephria consentaria är en fjärilsart som beskrevs av Freyer 1846. Juxtephria consentaria ingår i släktet Juxtephria och familjen mätare. Inga underarter finns listade i Catalogue of Life.